# Olympische Winterspiele 2010/Shorttrack – 3000 m Staffel (Frauen)
Der Wettbewerb in der 3000-m-Shorttrack-Staffel der Frauen bei den Olympischen Winterspielen 2010 wurde am 13. und 24. Februar 2010 im Pacific Coliseum ausgetragen.
Olympiasieger wurde die Staffel aus China vor dem Quartett aus Kanada. Die Bronzemedaille konnten sich die vier Athletinnen aus den Vereinigten Staaten sichern.

## Rekorde

### Bestehende Rekorde
| Weltrekord         | Liu Qiuhong, Wang Meng, Zhang Hui, Zhou Yang              | 4:07,179 min | Salt Lake City | 18. Oktober 2008 |
| Olympischer Rekord | Choi Eun-kyung, Choi Min-kyung, Joo Min-jin, Park Hye-won | 4:12,793 min | Salt Lake City | 20. Februar 2002 |

### Neue Rekorde
| Olympischer Rekord | Sun Linlin, Wang Meng, Zhang Hui, Zhou Yang | 4:08,797 min | Vancouver | 13. Februar 2010 |
| Weltrekord         | Sun Linlin, Wang Meng, Zhang Hui, Zhou Yang | 4:06,610 min | Vancouver | 24. Februar 2010 |

## Ergebnisse

### Vorläufe
QA – Qualifikation für das A-Finale
QB – Qualifikation für das B-Finale
ADV – Advanced (aufgerückt)
| Rang | Lauf | Land               | Athletinnen                                                   | Zeit (min) | Anmerkung |
| ---- | ---- | ------------------ | ------------------------------------------------------------- | ---------- | --------- |
| 1    | 1    | Südkorea           | Cho Ha-ri Kim Min-jung Lee Eun-byul Park Seung-hi             | 4:10,753   | QA        |
| 2    | 1    | Vereinigte Staaten | Kimberly Derrick Alyson Dudek Lana Gehring Katherine Reutter  | 4:15,376   | QA        |
| 3    | 1    | Niederlande        | Liesbeth Mau-Asam Jorien ter Mors Annita van Doorn Maaike Vos | 4:16,520   | QB        |
| 4    | 1    | Italien            | Arianna Fontana Cecilia Maffei Martina Valcepina Katia Zini   | 4:23,950   | QB        |
| 1    | 2    | China              | Sun Linlin Wang Meng Zhang Hui Zhou Yang                      | 4:08,797   | QA, OR    |
| 2    | 2    | Kanada             | Jessica Gregg Kalyna Roberge Marianne St-Gelais Tania Vicent  | 4:11,476   | QA        |
| 3    | 2    | Japan              | Ayuko Itō Mika Ozawa Yui Sakai Biba Sakurai                   | 4:13,752   | QB        |
| 4    | 2    | Ungarn             | Rózsa Darázs Bernadett Heidum Erika Huszár Andrea Keszler     | 4:17,487   | QB        |

### Finale

#### B-Finale
| Rang | Land        | Athletinnen                                                   | Zeit (min) | Anmerkung |
| ---- | ----------- | ------------------------------------------------------------- | ---------- | --------- |
| 5    | Niederlande | Jorien ter Mors Annita van Doorn Sanne van Kerkhof Maaike Vos | 4:16,120   |           |
| 6    | Ungarn      | Rózsa Darázs Bernadett Heidum Erika Huszár Andrea Keszler     | 4:17,937   |           |
| 7    | Italien     | Cecilia Maffei Lucia Peretti Martina Valcepina Katia Zini     | 4:18,559   |           |
| 8    | Japan       | Ayuko Itō Hiroko Sadakane Yui Sakai Biba Sakurai              | 4:28,745   |           |

#### A-Finale
| Rang | Land               | Athletinnen                                                  | Zeit (min) | Anmerkung |
| ---- | ------------------ | ------------------------------------------------------------ | ---------- | --------- |
| 1    | China              | Sun Linlin Wang Meng Zhang Hui Zhou Yang                     | 4:06,610   | WR        |
| 2    | Kanada             | Jessica Gregg Kalyna Roberge Marianne St-Gelais Tania Vicent | 4:09,137   |           |
| 3    | Vereinigte Staaten | Allison Baver Alyson Dudek Lana Gehring Katherine Reutter    | 4:14,081   |           |
| 4    | Südkorea           | Cho Ha-ri Kim Min-jung Lee Eun-byul Park Seung-hi            | —          | DSQ       |